# Polski Fiat 126p
Polski Fiat 126p (также известный под названием Maluch (рус. Малыш)) — городской автомобиль производства польского Завода Малолитражных Автомобилей, выпускавшийся с 1973 по 2000 год. Всего было выпущено 3 318 674 автомобиля.

## Производство
Автомобиль выпускался с 6 июня 1973 по 22 сентября 2000 года по лицензии Fiat Заводом Малолитражных Автомобилей и внешне является идентичным итальянскому Fiat 126. Несмотря на это, Polski Fiat 126p был популярнее итальянского Fiat 126. Всего было выпущено 3 318 674 автомобиля.

### Название «Maluch»
Разговорное название автомобиля Maluch стало официальным названием автомобиля к концу производства в 1997 году.

## Конструкция
Автомобиль является двухдверным фастбэком и имеет массу 580—600 кг. Длина автомобия — 3050 миллиметров, ширина автомобиля — 1380 миллиметров, высота автомобиля — 1330 миллиметров. Объём бака — 21 литр.

### Силовой агрегат
Двигатель автомобиля — рядный двухцилиндровый двигатель воздушного охлаждения объёмом 594, или 652, или 704 кубических сантиметра мощностью 23 или 26 лошадиных сил. Автомобиль имеет заднемоторную, заднеприводную компоновку и механическую четырёхступенчатую коробку передач. Максимальная скорость — 105 км/ч.

## Значение и оценки
По информации польского музея техники Excita Polonia, «В течение многих лет он был одним из самых распространённых машин на польских дорогах, он жил под очень многими разговорными именами и обычными, из которых самое популярное — Maluch, которое стало его официальным именем к концу производства этой модели в 1997». По мнению Эйнджела Сергеева, редактора для Motor1, «Маленькая машина с гигантским значением для людей в Польше — лучший способ описать 126p. Это, на самом деле, первая доступная и крайне популярная машина в стране, и, возможно, самая популярная машина здесь в 1980-х. Это также была известная машина в Венгрии, и также экспортировалась в большое количество стран Восточного блока и в Австралию в конце 1980-х.». Им же автомобиль оценивается как «милый городской автомобиль». По мнению Ромы Назарова, редактора раздела «Автомобили» для TechInsider, «Не было в советском лагере другого автомобиля с такой же бешеной популярностью — круче только „копейка“ ВАЗ-2101/21011.». Петер Тернстрём, основатель Gran Turismo SA, считает, что «Эта маленькая машина восхитительна. Ни одна другая машина не приблизится к ней.».